# Shark Attack
Série
Shark Attack 2
(2000)
Pour plus de détails, voir Fiche technique et Distribution.
Shark Attack : Alerte aux Requins (Shark Attack) est un téléfilm américain réalisé par Bob Misiorowski, sorti en 1999.
Il s'agit du premier téléfilm de la saga Shark Attack.

## Synopsis
Steven McKray, un biologiste, rejoint son confrère Marc DeSantis en Afrique du Sud qui l'a alerté sur une incroyable recrudescence d'attaques de requins dans la région. Dès son arrivée, il apprend la mort suspecte de son ami et rencontre la sœur de ce dernier, Corine. Après de dangereuses plongées en eaux troubles, le couple découvre que l'agressivité anormale des squales est liée à de mystérieuses recherches scientifiques...

## Fiche technique
- Genre : horreur
- Public : déconseillé aux moins de 12 ans

## Distribution
- Casper Van Dien (VF : Damien Boisseau) : Steven McKray
- Jenny McShane (VF : Marine Boiron) : Corine Desantis
- Ernie Hudson (VF : Mario Santini): Lawrence Rhodes
- Cordell McQueen (VF : Geoffrey Vigier): Marc Desantis
- Bentley Mitchum (VF : Nicolas Marié) : Miles Craven
- Chris Olley : Le Chef de la Police
- Jacob Makgoba : Le Policier à la Machette
- Paul Ditchfield : Professeur Bookman

Source VF : Carton du doublage
- Version Française : Prodac
- Direction Artistique : Philippe Peythieu
- Adaptation Félicie Seurin

## SagaShark Attack
| Année | Titre                     | Réalisateur(s)  |
| ----- | ------------------------- | --------------- |
| 1999  | Shark Attack              | Bob Misiorowski |
| 2000  | Shark Attack 2            | David Worth     |
| 2002  | Shark Attack 3: Megalodon | David Worth     |
| 2003  | Shark Zone                | Danny Lerner    |